# Исмет Бајрамовић
Исмет Бајрамовић Ћело (Сарајево, 26. април 1966 — Сарајево, 17. децембар 2008) био је босанскохерцеговачки криминалац и личност рата у БиХ. Током рата у Босни и Херцеговини, а посебно опсаде Сарајева, Бајрамовић је био један од криминалаца који су играли кључну улогу у нападима на Србе и ЈНА у првим данима рата.

## Биографија
Рођен је у Сарајеву 1966. године. Пре рата био је ситан криминалац који је провео време у затвору. Након пуштања на слободу, Ћело је постао најмоћнији криминалац у Сарајеву, а дневни лист The New York Times писао је 1993. године о њему и описивао га као „Кума Сарајева”, као и часопис  Vanity Fair.
Када је рат почео, криминалне групе су међу првима пружиле отпор Југословенској народној армији која је опседала Сарајево. Ћело је стављен на чело насеља Добриња. Истовремено је био начелник Војне полиције Сарајева и одговоран за Централни затвор. Док је командовао акцијама војне полиције, бавио се и шверцом, рекетирањем и трговином преко фронта. У јесен 1993. године, Бајрамовић је из снајпера погођен близу срца. Евакуисан је из града и враћен 1997. године.
Појавио се у једној епизоди програма Фронтлајн у причи о Ромеу и Јулији из Сарајева, која је објављена 1994. године.
У послератним годинама Бајрамовић је често хапшен под разним оптужбама. У међувремену, Бајрамовићево здравље је почело да се погоршава услед ране од метка у срцу. Имао је тахикардију и због тога је често био хоспитализован. Бајрамовић је 17. децембра 2008. извршио самоубиство пуцајући себи у слепоочницу у својој кући у Сарајеву. Његово нарушено здравље је наведено као мотив за самоубиство, према речима његових пријатеља.